# Henry Yates Thompson
Henry Yates Thompson, né le 15 décembre 1838 près de Liverpool et mort le 8 juillet 1928 à Londres, est un propriétaire anglais de journaux qui fut un grand collectionneur de manuscrits enluminés.

## Biographie
Henry Yates Thompson est le fils aîné des cinq enfants du banquier Samuel Henry Thompson et de son épouse, née Elizabeth Yates, fille d'un antiquaire et négociant avec les Caraïbes. Il fait ses études à Harrow, puis au Trinity College de Cambridge, où il est lauréat du prix Porzon en version grecque. Il est inscrit ensuite au barreau, mais n'exerce pas. Il voyage en Europe et aux États-Unis, puis il est secrétaire de 1868 à 1873 de John Spencer, 5e comte Spencer, Lord lieutenant d'Irlande et homme politique du parti libéral. Il se présente lui-même comme député libéral du Sud-Lancashire aux élections de 1865, en 1868 et en 1881, mais sans succès.
Il se marie en 1876 avec Elizabeth Smith, fille aînée du patron de presse  George Murray Smith. Ce dernier lui donne deux ans plus tard la propriété du Pall Mall Gazette que Yates Thompson transforme de journal conservateur en journal libéral. Il la vend en 1892 à William Waldorf Astor pour la somme de cinquante mille livres sterling.
Cette vente lui permet de se consacrer pleinement à sa passion de collectionneur de manuscrits, qu'il collectionne depuis la mort de son grand-père en 1855 qui lui a légué ses manuscrits médiévaux. Il acquiert entre autres une grande partie des collections de Sir Thomas Philipps, d'Ambroise Firmin-Didot, de John Ruskin ou de Lord Ashburnham. Henry Yates Thompson bénéficiait d'une mémoire exceptionnelle, ce qui lui permettait de réunir des éléments séparés de manuscrits pour compléter les recueils. Il vendait au fur et à mesure les manuscrits de moindre valeur, pour en acquérir de nouveaux de meilleure qualité, ce qui fit de sa collection une des plus prestigieuses de son temps. Certaines œuvres ont été données par lui au British Museum ou au Fitzwilliam Museum. Il fit également des dons à l'université de Cambridge pour construire de nouveaux bâtiments et contribua à la construction de l'hôpital de Crewe.

## Manuscrits de sa collection
- Livre d'heures de Jeanne de Navarre
- Heures de Dunois
- Heures Taymouth

Une grande partie de ses manuscrits ont été publiés chez Chiswick Press entre 1900 et 1918.

## Source
- (en) Cet article est partiellement ou en totalité issu de l’article de Wikipédia en anglais intitulé « Henry Yates Thompson » (voir la liste des auteurs).

1. ↑  « http://discovery.nationalarchives.gov.uk/details/a/A13530954 »